# Honorat Alberich i Corominas
Honorat Alberich i Corominas (Sant Joan de les Abadesses, 1778 - Olot, 1836) fou un compositor català. Compongué repertori eclesiàstic, bona part del qual s'ha conservat al fons musical de l'església parroquial de Sant Esteve d'Olot, conservat a l'Arxiu Comarcal de la Garrotxa), i a la Biblioteca Nacional de Catalunya.